# 오타촌 (니가타현 니시칸바라군)
오타촌(太田村)은 니가타현 니시칸바라군에 있던 촌이다. 

## 역사
- 1889년 4월 1일 - 정촌제 시행에 의해 니시칸바라군 오타촌이 성립하였다.
- 1927년 10월 1일 - 니시칸바라군 쓰바메정에 편입되어 소멸하였다.

## 참고문헌
- 『市町村名変遷辞典』東京堂出版、1990年。